# Jugoslavia ai Giochi della IX Olimpiade
La Jugoslavia partecipò ai Giochi della IX Olimpiade, svoltisi ad Amsterdam, Paesi Bassi, dal 28 luglio al 12 agosto 1928,  
con una delegazione di 34 atleti impegnati in 6 discipline,
aggiudicandosi 1 medaglia d'oro, 1 medaglia d'argento e 3 medaglie di bronzo.

## Medagliere

### Per discipline
| Sport      | Oro | Argento | Bronzo | Totale |
| ---------- | --- | ------- | ------ | ------ |
| Ginnastica | 1   | 1       | 3      | 5      |
| Totale     | 1   | 1       | 3      | 5      |

### Medaglie
| Medaglia | Atleta | Sport      | Evento                        |
| -------- | --- | ---------- | ----------------------------- |
| Oro      | Leon Štukelj | Ginnastica | Anelli                        |
| Argento  | Josip Primožic | Ginnastica | Parallele simmetriche         |
| Bronzo   | Leon Štukelj Josip Primožic Anton Malej Edvard Antonijevic Boris Gregorka Janez Porenta Stane Derganc Dragutin Cioti | Ginnastica | Concorso a squadre maschile   |
| Bronzo   | Leon Štukelj | Ginnastica | Concorso individuale maschile |
| Bronzo   | Stane Derganc | Ginnastica | Volteggio maschile            |

## Risultati

### Calcio
| Atleta | Classifica |                       |
| --- | --- | --------------------- |
| V · D · M Nazionale jugoslava · Calcio ai Giochi Olimpici Estivi 1928 P Mihelčić · P Šifliš · D Beleslin · D Đorđević · D Ivković · D M. Marjanović · D Mitrović · D Premerl · C Arsenijević · C Bonačić · C Giler · A Babić · A Bek · A Benčić · A Cindrić · A B. Marjanović · A Perška · A Sotirović · CT : Pandaković | 9° |                       |
| Nazionale jugoslava · Calcio ai Giochi Olimpici Estivi 1928 | |                       |
| P Mihelčić · P Šifliš · D Beleslin · D Đorđević · D Ivković · D M. Marjanović · D Mitrović · D Premerl · C Arsenijević · C Bonačić · C Giler · A Babić · A Bek · A Benčić · A Cindrić · A B. Marjanović · A Perška · A Sotirović · CT: Pandaković                                                                        | P Mihelčić · P Šifliš · D Beleslin · D Đorđević · D Ivković · D M. Marjanović · D Mitrović · D Premerl · C Arsenijević · C Bonačić · C Giler · A Babić · A Bek · A Benčić · A Cindrić · A B. Marjanović · A Perška · A Sotirović · CT: Pandaković | Jugoslavia (bandiera) |